# Vincelestes
Vincelestes ("kẻ trộm của Vince") là một chi động vật có vú, sống tại Nam Mỹ và đầu kỷ Creta khoảng 130—112 triệu năm trước.
Vincelestes neuquenianus là loài duy nhất trong chi. Các mẫu vật được tìm thấy ở thành hệ La Amarga ở phía nam tỉnh Neuquén, Argentina. Chỉ có năm cá thể được ghi nhận ở vùng này. 